# 訃報 2013年3月
訃報 2013年3月（ふほう 2013ねん3がつ）では、2013年3月に物故した、又は物故が報じられた人物についてまとめる。

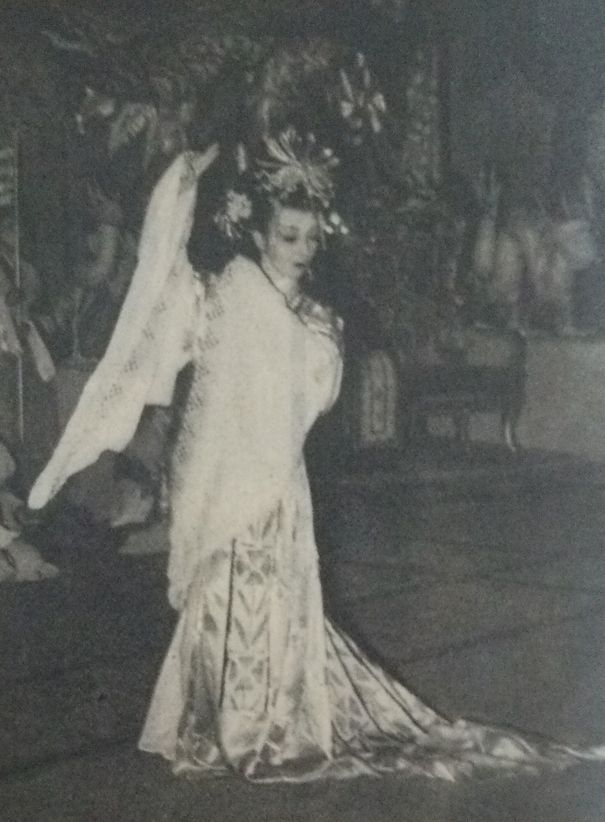
南悠子／3月2日没

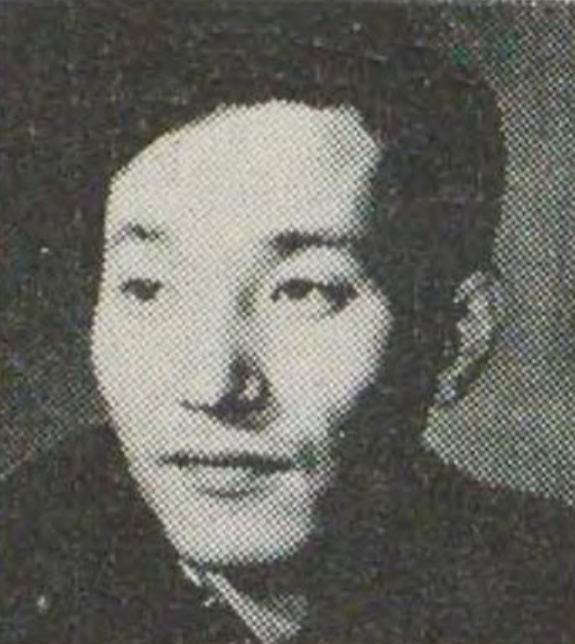
納谷悟朗／3月5日没

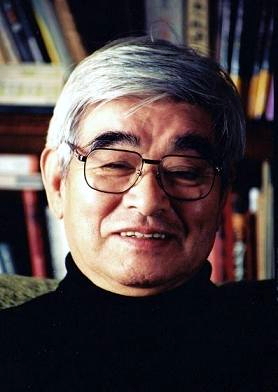
山口昌男／3月10日没

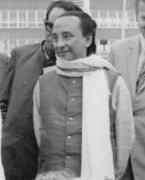
ジルル・ラーマン／3月20日没

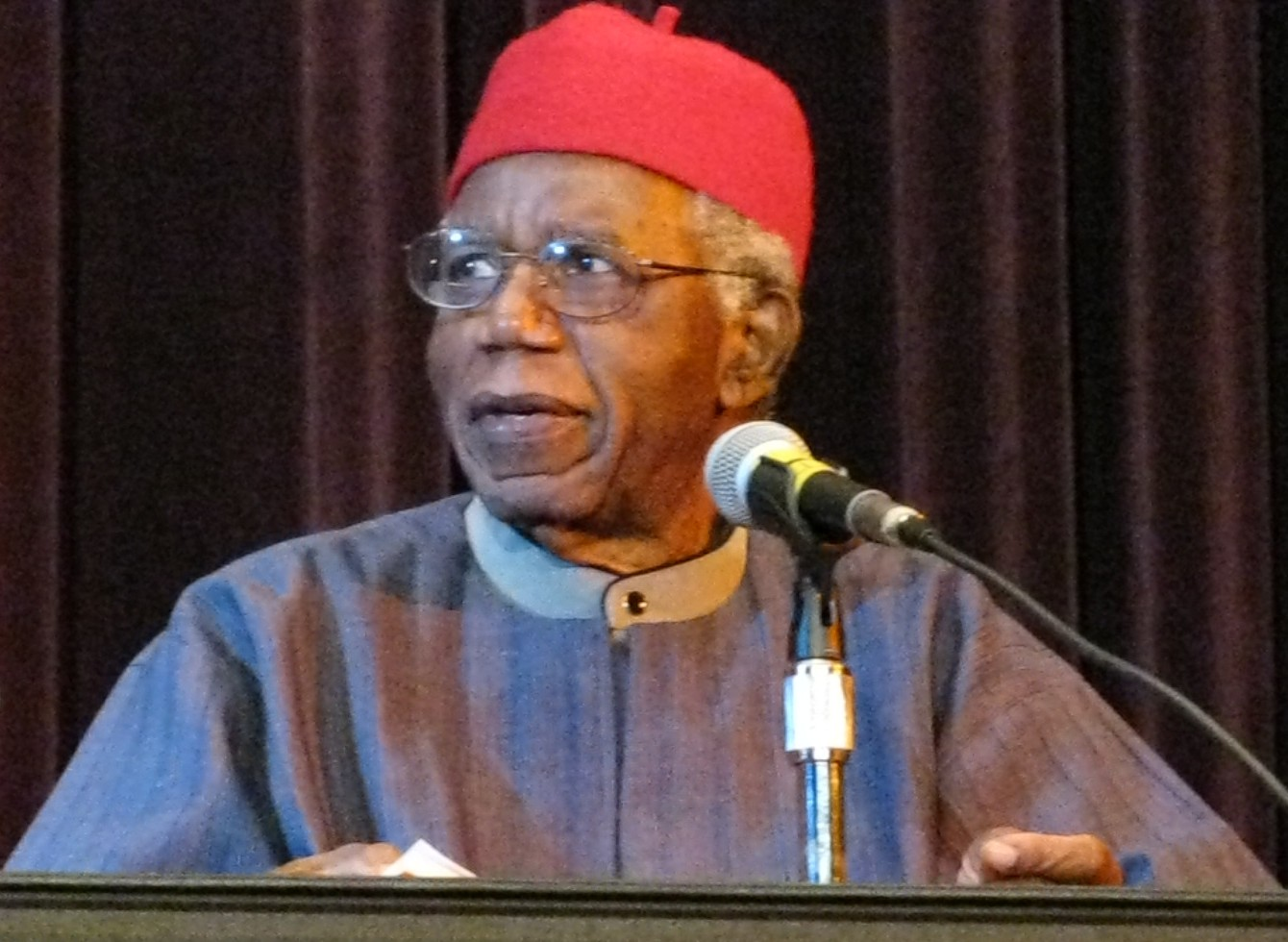
チヌア・アチェベ／3月21日没

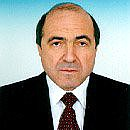
ボリス・ベレゾフスキー／3月23日没

## 1日 - 15日
- 3月2日 - 南悠子、日本の女優、宝塚歌劇団月組・星組主演男役スター（* 1923年）[1]
- 3月2日 - 平井豊光[要出典]、日本の実業家、馬主、競走馬生産者、栄進堂会長、栄進牧場代表（* 1932年）
- 3月3日 - 村松増美、日本の通訳（* 1930年）[2]
- 3月3日 - 玉虫義孝、日本の実業家、山形放送社長、山形新聞専務（* 1933年）[3]
- 3月3日 - 須藤薫、日本の歌手（* 1954年）[4]
- 3月3日 - 木村恭子、日本の歌手、作曲家（* 1952年?）[5]
- 3月4日 - 松永碩、日本の実業家、元サッカー選手、アジア競技大会（1951年）サッカー日本代表選手（* 1928年）[6]
- 3月5日 - 多久安英、日本の実業家、元東芝EMI代表取締役社長（* 1921年）[7]
- 3月5日 - 納谷悟朗、日本の声優・俳優（* 1929年）[8]
- 3月5日 - 二川幸夫、日本の建築写真家（* 1932年）[9]
- 3月5日 - 田中忠三郎、日本の民俗学者（* 1933年）[10]
- 3月5日 - 安藤次男、日本の政治学者（* 1944年）[11]
- 3月5日 - ウゴ・チャベス、ベネズエラ・ボリバル共和国の政治家、第53代同国大統領（* 1954年）[12]
- 3月5日 - ポール・ベアラー、アメリカ合衆国のプロレスリング・マネージャー（* 1954年）[13]
- 3月5日 - トーレン・スミス、アメリカ合衆国の実業家、アメコミ原作者、ライター（* 1960年）[14]
- 3月6日 - アルヴィン・リー、イギリスのギタリスト、元テン・イヤーズ・アフター（* 1944年）[15]
- 3月6日 - いわしげ孝、日本の漫画家（* 1954年）[16]
- 3月7日 - 寺田弘、日本の詩人（* 1914年）[17]
- 3月7日 -  斎藤安秀、日本の演劇評論家、毎日終身名誉職員 （* 1921年）[18]
- 3月7日 - ダミアーノ・ダミアーニ、イタリアの映画監督（* 1922年）[19]
- 3月7日 - 前田耕一、日本の実業家、元時事通信社社長（* 1930年）[20]
- 3月7日 - ケニー・ボール（英語版）、イギリスのジャズトランペット奏者（* 1930年）[21]
- 3月7日 - 今井泉、日本の小説家、日本国有鉄道元職員（* 1935年）[22]
- 3月8日 - エヴァルト＝ハインリヒ・フォン・クライスト＝シュメンツィン（英語版）、ドイツの元軍人、ヒトラー暗殺計画に関与した将校の最後の生存者（* 1922年）[23]
- 3月8日 - ピーター・バンクス、イギリスのギタリスト、イエス創立メンバーの一人（* 1947年）[24]
- 3月9日 - 石坂まさを、日本の作詞家（* 1941年）[25]
- 3月10日 - リリアン、ハッランド公ベルティル夫人、スウェーデン国王カール16世グスタフの叔母（* 1915年）[26]
- 3月10日 - 廣田陛一、日本の能楽師【金剛流】（* 1923年）[27]
- 3月10日 - 堀井令以知、日本の日本語学、言語学者、関西外国語大学名誉教授（* 1925年）[28]
- 3月10日 - 西嶋俊親、日本の洋画家（* 1927年）[29]
- 3月10日 - 山口昌男、日本の文化人類学者（* 1931年）[30]
- 3月10日 - 滝下毅、日本の声優・俳優（* 1975年）[31]
- 3月11日 - ボリス・ワシーリエフ（ロシア語版）、旧ソ連の作家（* 1924年）[32]
- 3月12日 - 北原亞以子、日本の小説家（* 1938年）[33]
- 3月12日 - 植中進、日本の政治家、神戸市議会議長（* 1943年）[34]
- 3月12日 - 梅本洋一、日本の映画批評家、編集者、横浜国立大学教授（* 1953年）[35]
- 3月12日 - クライヴ・バー、イギリスのドラマー、元アイアン・メイデン（* 1957年）[36]
- 3月13日 - 有賀貞、日本の国際政治学者（* 1931年）[37]
- 3月14日 - イエン・サリ、カンボジアの政治家、ポル・ポト政権の外務大臣（* 1925年）[38][39]

## 16日 - 31日
- 3月16日 - 藤井秀夫、日本の考古学者（* 1927年）[40]
- 3月16日 - ボビー・スミス（英語版）、アメリカ合衆国のミュージシャン、スピナーズメンバー（* 1936年）[41]
- 3月16日 - 山室一幸、日本のジャーナリスト、「WWDジャパン」「WWDビューティ」編集長（* 1959年）[42]
- 3月16日 - ヤディエル・ペドロソ、キューバの野球選手（* 1986年）[43]
- 3月17日 - 石渡鷹雄、日本の官僚、科学技術事務次官（* 1926年）[44]
- 3月19日 - 崎間麗進、日本の沖縄芸能史、風俗史研究家（* 1921年）[45]
- 3月19日 - 黒川俊雄、日本の経済学者（* 1923年）[46]
- 3月19日 - 金井務、日本の実業家、元日立製作所社長・会長（* 1929年）[47]
- 3月19日 - 登川誠仁、日本の沖縄民謡歌手、三味線奏者（* 1932年）[48]
- 3月19日 - 田中宥久子、日本のヘアメイクアーティスト（* 1946年）[49]
- 3月20日 - ジョージ・ロウ（英語版）、ニュージーランドの登山家、エベレスト世界初登頂に成功したエドモンド・ヒラリーの登山隊の最後の生存者（* 1924年）[50]
- 3月20日 - 谷口正喜、日本の能楽石井流太鼓方（* 1926年）[51]
- 3月20日 - ジルル・ラーマン、バングラデシュの政治家、第17代大統領（* 1929年）[52]
- 3月21日 - エルシー・トンプソン、アメリカ合衆国最高齢の人物（* 1899年）[53]
- 3月21日 - 中島武敏、日本の政治家、元衆議院議員、元日本共産党中央委員（* 1928年）[54]
- 3月21日 - チヌア・アチェベ、ナイジェリアの小説家（* 1930年）[55]
- 3月21日 - 山田中正、日本の駐インド兼ブータン大使（* 1931年）[56]
- 3月21日 - ピエトロ・メンネア、イタリアの元陸上競技選手（* 1952年）[57]
- 3月22日 - 崎山秀夫、日本の政治家、松山市議会議長（* 1923年）[58]
- 3月22日 - 寺西学、日本の政治家、自由民主党愛知県支部連合会会長、元愛知県議会議長（* 1935年）[59]
- 3月22日 - 高橋潤二郎、日本の経済学者、地理学者（* 1936年）[60]
- 3月22日 - デレク・ワトキンス、イギリスのトランペット奏者（* 1945年）[61]
- 3月23日 - 大橋鎮子、日本の編集者、エッセイスト（* 1920年）[62]
- 3月23日 - 萩原宏久、日本の野球指導者、メディカル・トレーナー（* 1942年）[63]
- 3月23日 - 村井吉敬、日本の経済学者（* 1943年）[64]
- 3月23日 - ボリス・ベレゾフスキー、ロシアの企業家、政治家（* 1946年）[65]。
- 3月24日 - 磯貝碧蹄館、日本の俳人（* 1924年）[66]
- 3月24日 - 菅原安信、日本のアナウンサー【北海道放送、北海道テレビ放送所属】、ジャーナリスト（* 1932年or1933年）[67]
- 3月24日 - デック・リチャーズ、アメリカ合衆国のシンガーソングライター（* 1944年）[68]
- 3月25日 - 岩間正男、日本の造形家（* 1926年）[69]
- 3月25日 - アンソニー・ルイス、アメリカ合衆国の新聞記者・コラムニスト、ピューリッツァー賞受賞者（* 1927年）[70]
- 3月26日 - 平井直房、日本の比較宗教学者（* 1922年）[71]
- 3月26日 - 斎藤栄吉、日本の政治家、元福島県議会議員、自由民主党福島県連合総務会長、福島県森林組合連合会長（* 1926年）[72]
- 3月26日 - 熊谷秀夫、日本の映画照明技師、日本映画テレビ照明協会会長（* 1928年）[73]
- 3月26日 - ジャンカルロ・マルティニ（英語版）、イタリアのレーシングドライバー、ミナルディの共同設立者（* 1947年）[74]
- 3月27日 - ヤルマール・アンデルセン（英語版）、ノルウェーのスピードスケート選手、オスロオリンピック金メダリスト（* 1923年）[75]
- 3月27日 - ポール・ウィリアムズ、アメリカ合衆国の音楽ジャーナリスト（* 1948年）[76]
- 3月27日 - 坂口良子、日本の女優（* 1955年）[77]
- 3月28日 - ヒュー・マクラッケン、アメリカ合衆国のギタリスト（* 1942年）[78]
- 3月28日 - ヴォルフガング・シュルツ、オーストリアのフルート演奏家（* 1946年）[79]
- 3月28日 - リチャード・グリフィス、イギリスの俳優（* 1947年）[80]
- 3月29日 - リード・フレアー、アメリカ合衆国のプロレスラー（* 1988年）[81]
- 3月30日 - ボブ・ターリー、アメリカ合衆国の野球選手（* 1930年）[82]
- 3月30日 - フィル・ラモーン、アメリカ合衆国の音楽プロデューサー（* 1941年）[83]
- 3月30日 - 小松一彦、日本の指揮者（* 1947年）[84]
- 3月31日 - 柳生亮三、日本の動物学者（* 1905年）[85]
- 3月31日 - ヘレナ・キャロル（英語版）、アメリカ合衆国の女優（* 1928年）[86]
- 3月31日 - 長石多可男、日本の映画監督、演出家（* 1945年）[87]